# Интрузивни скали
Интрузивни скали са скали, образувани при издигането на магмата по отслабени зони на земната кора и нейното изстиване дълбоко под повърхността на земята в т. нар. магмени камери. В резултат на бавното изстиване на магмата при високи температури и налягане се образуват скали, съставени от едри кристални зърна. Според съдържанието си на SiO2 (кварц) те се делят на основни или базични (габро), средно кисели (диорити) и кисели (гранити). Колкото по-високо е съдържанието на SiO2, толкова по-кисела е скалата. В процеса на денудация те могат да се окажат на повърхността на Земята.